# XXVIIIe législature de la république de Turquie
2 juin 2023 -
27e
La vingt-huitième législature de la république de Turquie (en turc Türkiye Büyük Millet Meclisinin 28. Dönemi) est le cycle parlementaire de la Grande assemblée nationale de Turquie qui s'ouvre le 2 juin 2023, à la suite des élections législatives tenues le 14 mai 2023 précédent.

## Historique
Elle fait suite à la 27e législature, où le Parti de la justice et du développement (AKP) avait obtenu la majorité relative anticipé avant de gouverner avec le soutien du Parti d'action nationaliste.
Recep Tayyip Erdoğan est parallèlement réélu président de la République au second tour et sa coalition l'Alliance populaire remporte les élections législatives.
En août 2024, deux députés turcs de l'opposition sont blessés dans une rixe au sein de la Grande Assemblée nationale de Turquie, lors d’une session consacrée à Can Atalay député de l'opposition en prison depuis 2022 alors que la Cour constitutionnelle a ordonné sa libération en 2023.

## Présidence
La première séance se tient le vendredi 2 juin 2023. La présidence en est assurée par le député le plus âgé, Devlet Bahçeli, et la vice-présidence par le député le plus jeune.
Le 7 juin, l'ancien vice-premier ministre, Numan Kurtulmuş, est élu à la présidence au troisième tour de scrutin.

## Composition

### Groupes parlementaires
Les groupes parlementaires (composés au minimum de 20 membres) de la 28e législature se répartissent comme suit :
| Parti                                                                                     | Idéologie                                                                                                | Sièges    | Président de groupe |
| ----------------------------------------------------------------------------------------- | --- | --------- | ------------------- |
| Parti de la justice et du développement Adalet ve Kalkınma Partisi                        | Droite à extrême droite Nationalisme, démocratie islamique, conservatisme social, libéralisme économique | 272 / 600 | Abdullah Güler      |
| Parti républicain du peuple Cumhuriyet Halk Partisi                                       | Centre-gauche Social-démocratie, kémalisme, europhilie,                                                  | 133 / 600 |                     |
| Parti de l’égalité et de la démocratie des peuples Halkların Eşitlik ve Demokrasi Partisi | Gauche Socialisme démocratique, populisme de gauche, droits des minorités, écologie politique            | 57 / 600  | Filiz Kerestecioğlu |
| Parti d'action nationaliste Milliyetçi Hareket Partisi                                    | Droite à extrême droite Ultranationalisme, panturquisme, populisme de droite, euroscepticisme            | 47 / 600  | Erkan Akçay         |
| Le Bon Parti İyi Parti                                                                    | Centre, centre droit, à droite Nationalisme, kémalisme, libéral-conservatisme, laïcisme, europhilie      | 28 / 600  |                     |
| Yeni Yol Partisi                                                                          | Droite à extrême droite Islamisme, nationalisme religieux, Millî Görüş                                   | 24 / 600  |                     |